# Astragalus hololeios
Astragalus hololeios es una especie de planta del género Astragalus, de la familia de las leguminosas, orden Fabales.

## Distribución
Astragalus hololeios se distribuye por Afganistán.

## Taxonomía
Fue descrita científicamente por Bornm. Fue publicada en Bot. Jahrb. Syst. 66(2): 226 (1934).